# Barrierefreies Bauen
Barrierefreies Bauen bedeutet, Wohnungen, Gebäude sowie öffentliche Orte so zu planen und zu bauen, dass sie barrierefrei sind und von allen Menschen ohne Einschränkung und ohne fremde Hilfe genutzt werden können.
Barrierefreies Bauen umfasst die Planung und Ausführung von baulichen Maßnahmen, um die Nutzung von Gebäuden, Verkehrsflächen und Freiräumen durch alle Menschen zu ermöglichen.

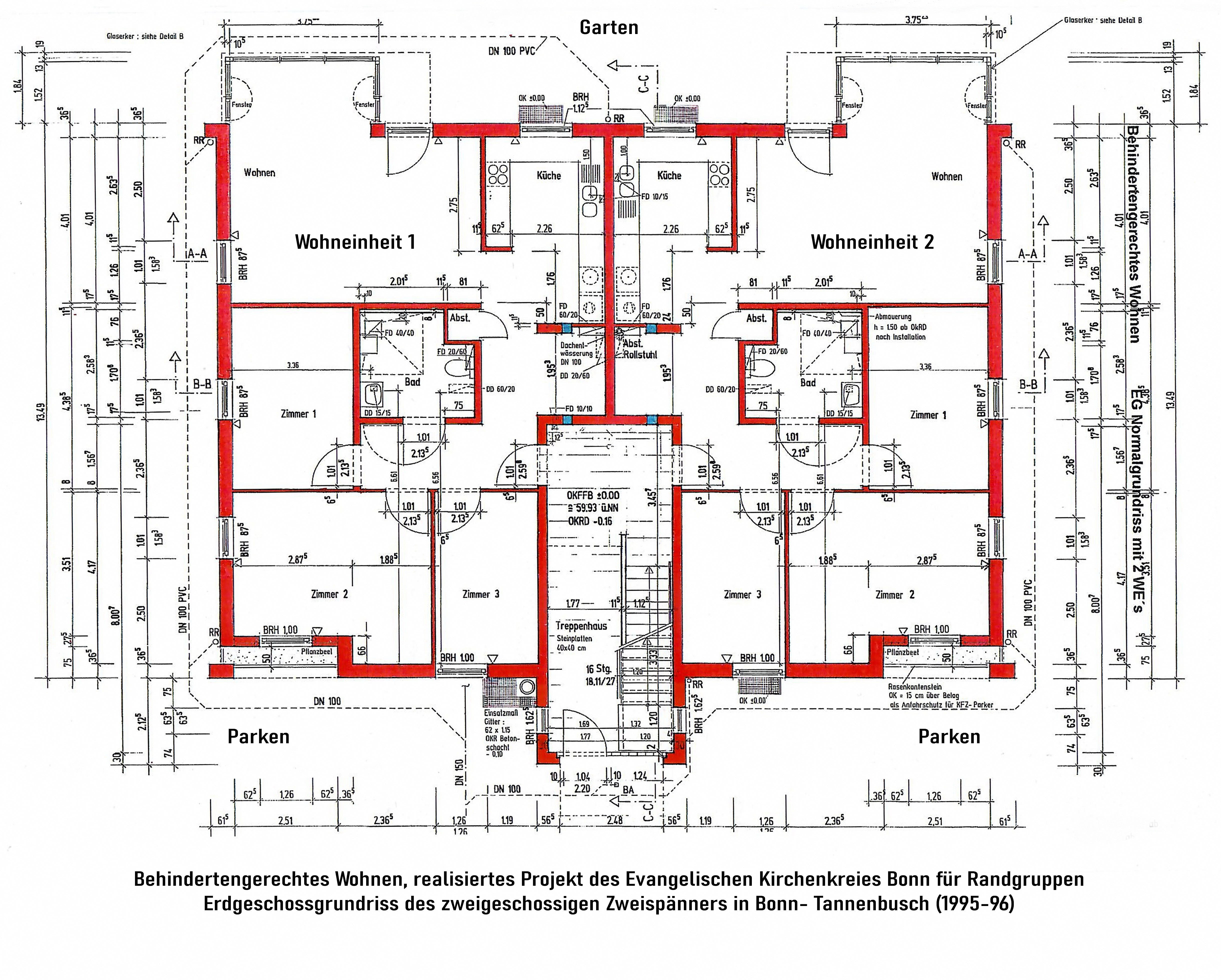
Barrierefreier EG-Grundriss eines Zweispänners mit koppelbaren Wohneinheiten. Bauherr: Ev. Kirchenkreis Bonn. Architekt Peter Riemann (1995–1996)

Barrierefreies Bauen umfasst altersgerechtes und behindertengerechtes Bauen. Gelegentlich werden auch die Begriffe Bauen für Alle und menschengerechtes Bauen gebraucht. Speziell auf Gebrauchsgegenstände, Möbel, Inneneinrichtung und Dienstleistungen bezieht sich das „Design für Alle“.

## Zielgruppen und ihre Ansprüche
Barrierefreies Bauen ist für viele Menschen eine unerlässliche Voraussetzung, um überhaupt mobil sein und am gesellschaftlichen Leben teilnehmen zu können.
Dies betrifft insbesondere Personen mit eingeschränkter Bewegungsfähigkeit wie Gehbehinderungen, Lähmungen oder bei fehlenden Gliedmaßen. Sie sind oft auf Hilfsmittel wie Rollstühle, Rollatoren, Gehhilfen oder auch nur Haltegriffe oder Geländer angewiesen. Auch Reisende mit Gepäck oder Kinderwagen benötigen, um sich frei bewegen zu können, genügend Platz und vor allem einen Aufzug oder eine Rampe, da Höhenunterschiede oder Stufen kaum überwindbare Hindernisse sind. Durchgänge oder Aufstellflächen müssen ausreichend breit, lang und hoch sein, Bewegungsflächen entsprechend eben. Taster, Griffe o. ä. müssen in der richtigen Höhe sein, um sie z. B. vom Rollstuhl aus gut erreichen zu können.
Menschen, die in ihrer Wahrnehmungsfähigkeit oder in der Informationsverarbeitung eingeschränkt sind, benötigen beispielsweise übersichtliche Raumanordnungen; Blinde und Sehbehinderte zudem Tastkanten, Braille-Hinweise oder Bodenleitsysteme an Stützen, Treppen, Handläufen oder sonstigen Hindernissen, die Gefahrenquellen sein können.

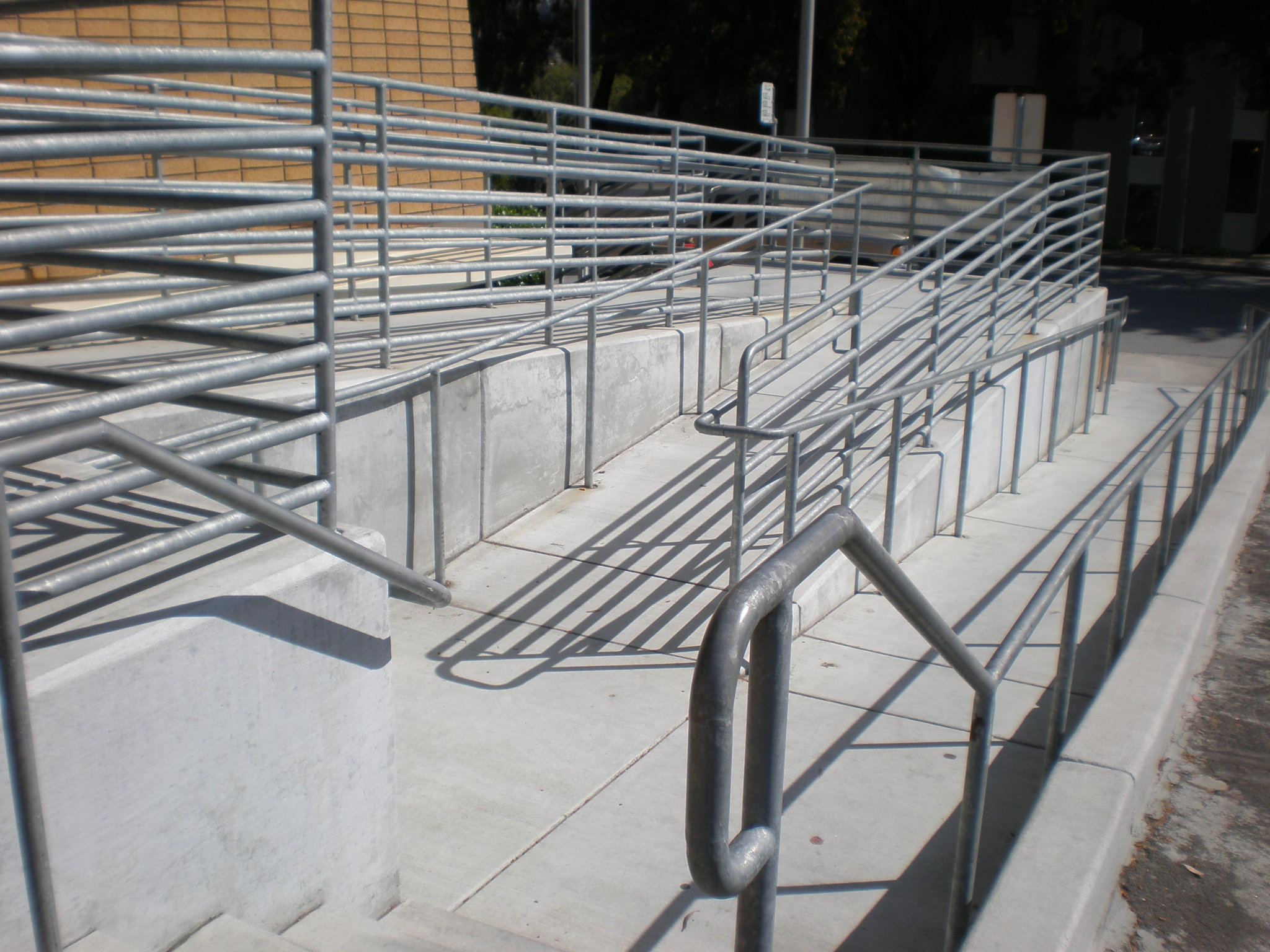
Rollstuhlrampe in der Stanford University, San Francisco
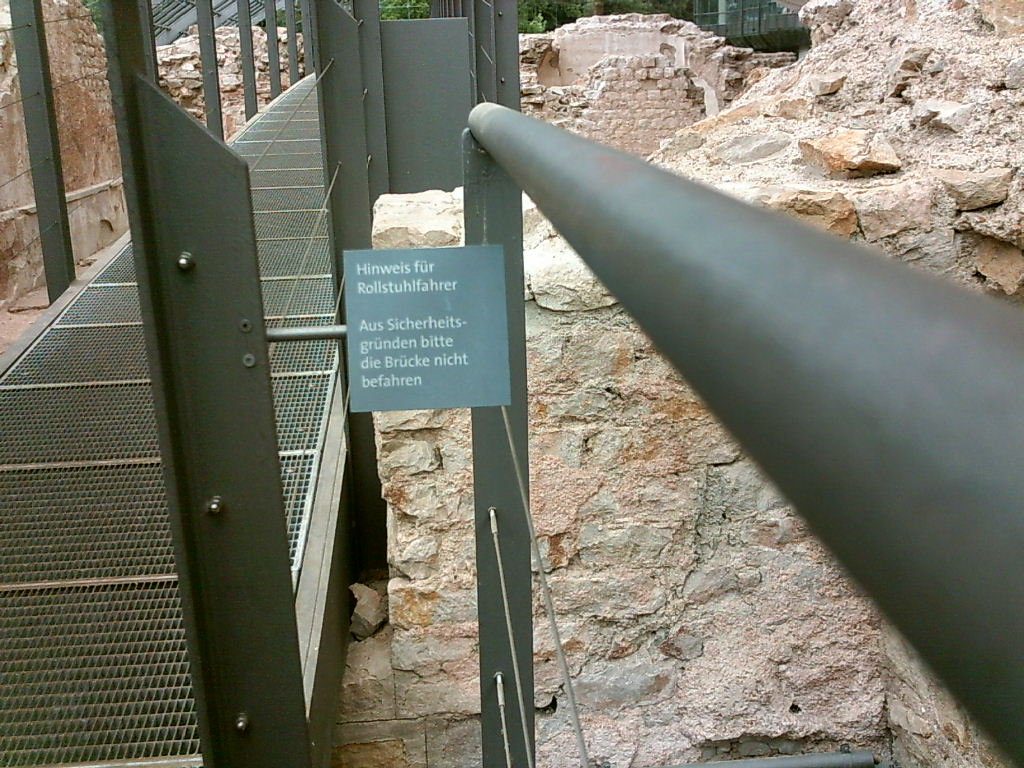
Ein Gegenbeispiel: Der Steg über die antike Badruine in Badenweiler kann und darf nicht befahren werden
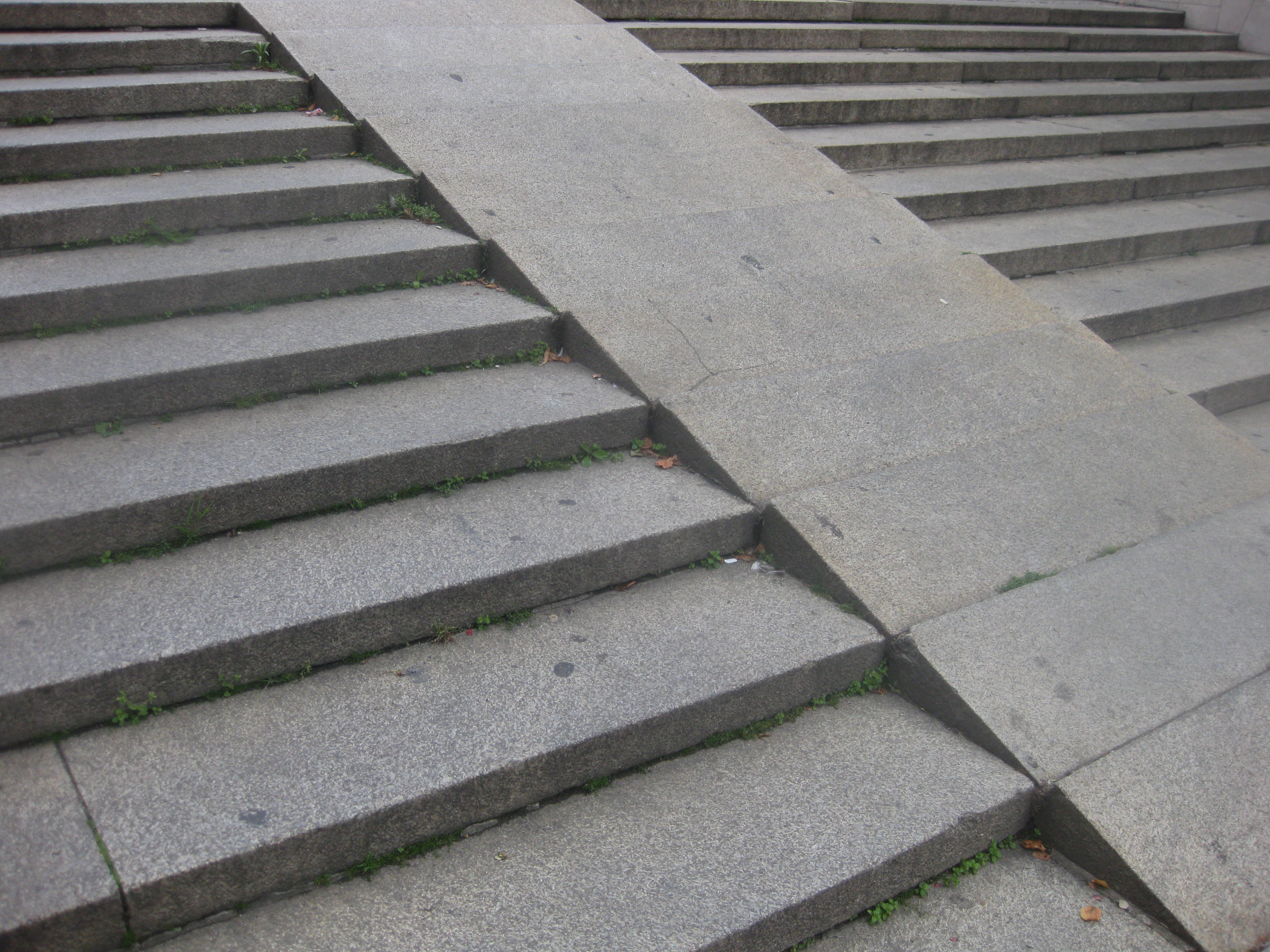
Treppenstraße in Kassel, die Rampe ist zu steil für echte Barrierefreiheit
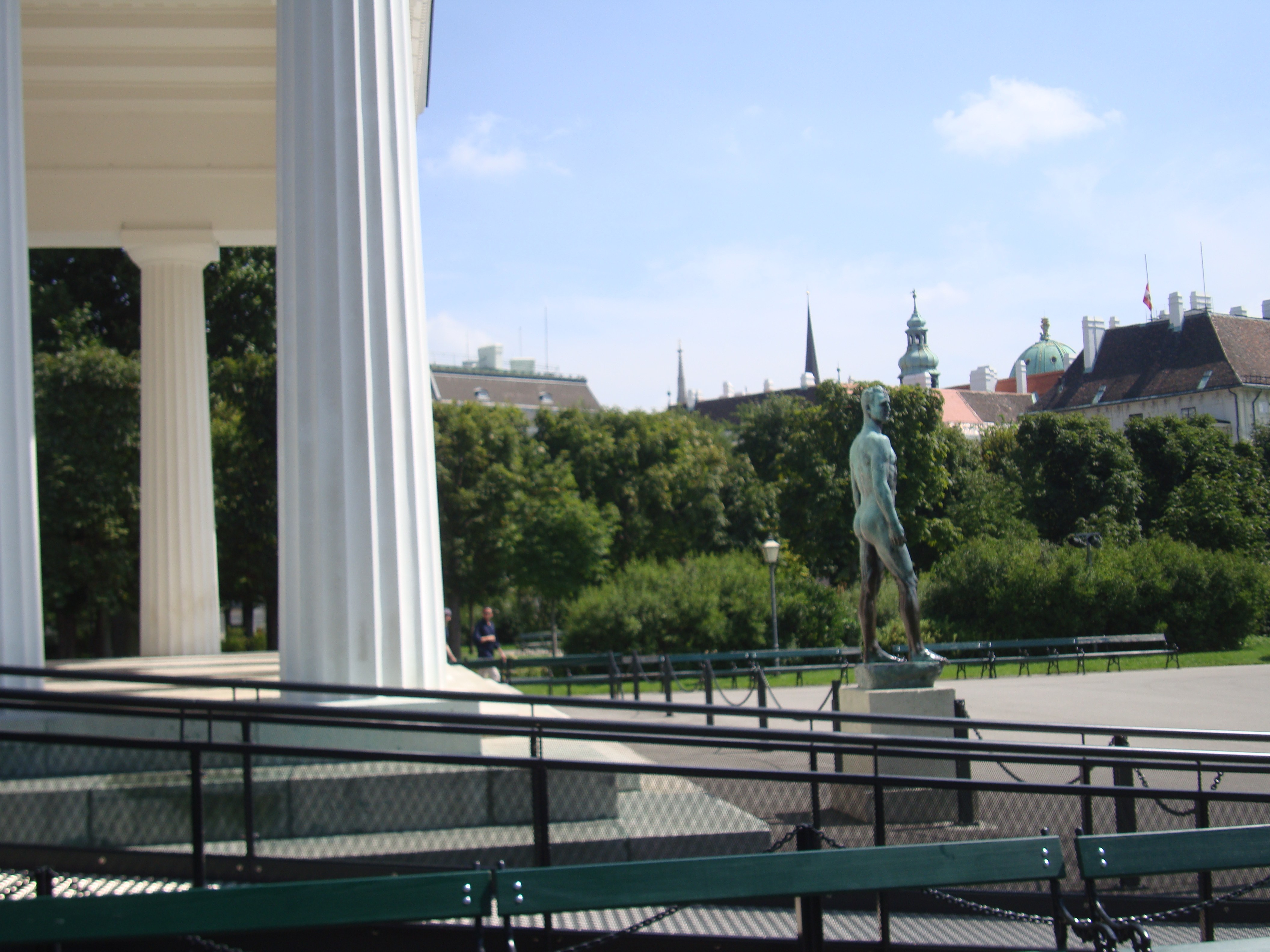
Barrierefreiheit eines Museums: Theseustempel in Wien
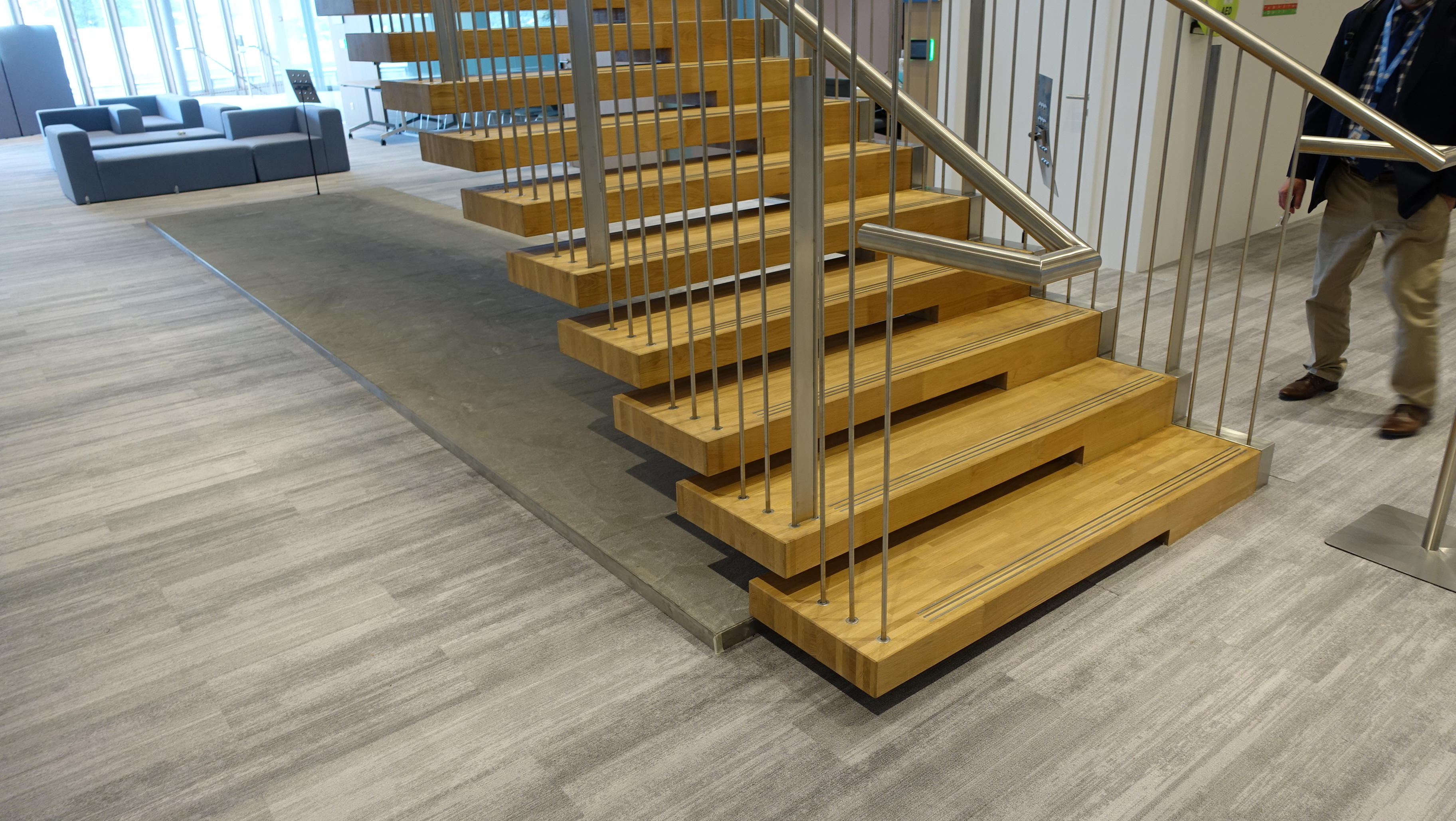
Tastkante unter freitragender Treppen
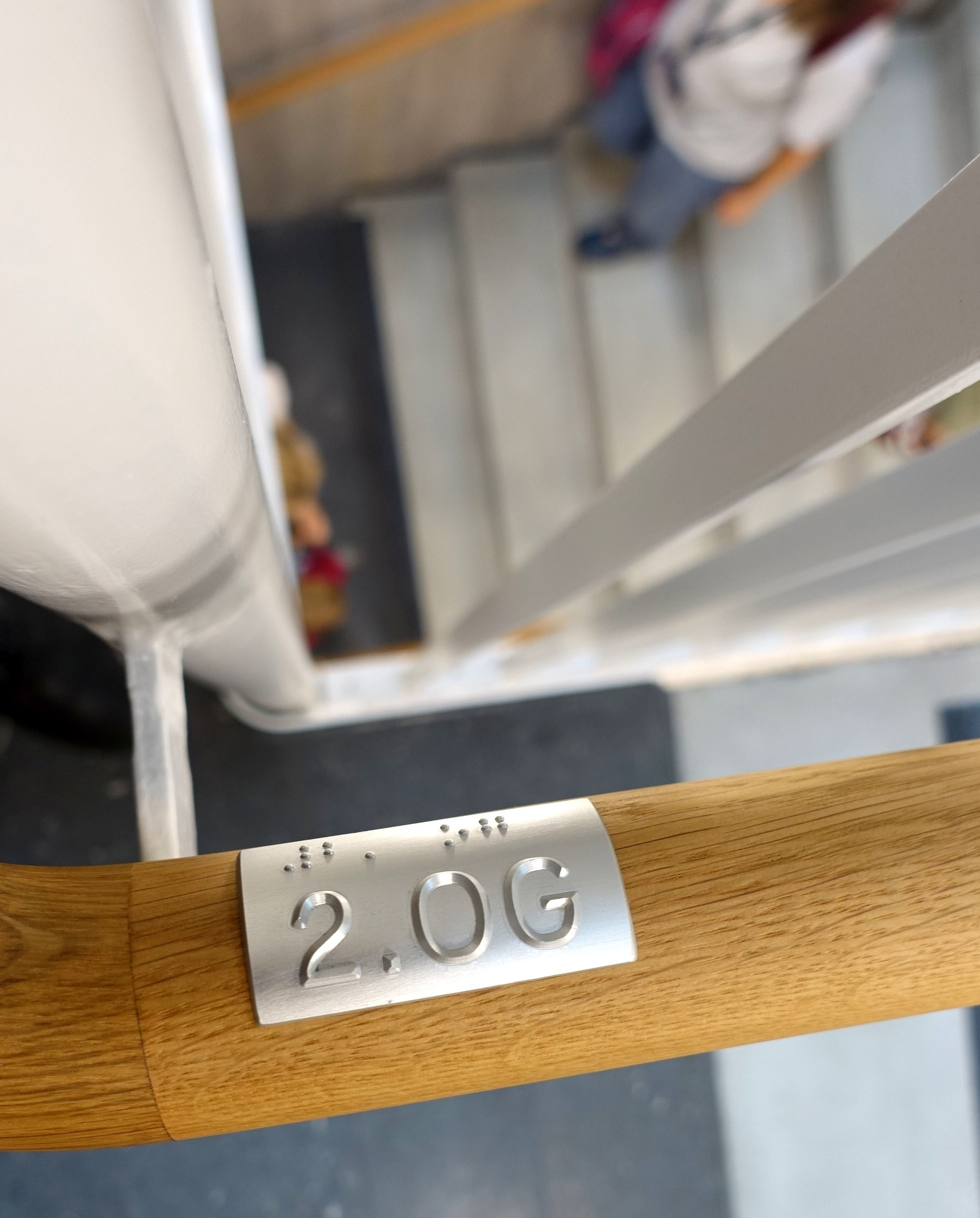
Brailleschrift am Handlauf

## Barrierefreiheit im Haushalt
Innerhalb von Wohnungen wird Barrierefreiheit erreicht, durch
- sicher zu verwendende und gut erreichbare Elektro- und Sanitärinstallationen, besonders in Küche und Bad,
- Sicherung der Mobilität durch Vermeidung von Stufen, Absätzen und Bodenschwellen sowie
- großzügig dimensionierten Bewegungsflächen.

### Elektroinstallation
Steckdosen sollten in genügender Anzahl vorgesehen werden, um lange Kabelstrecken zu vermeiden und die Stolpergefahr gering zu halten.
Steckdosen, die sich im Bereich der unteren Installationszone (15 bis 45 cm über dem Fußboden) befinden, sind für Rollstuhlfahrer oft schlecht zu erreichen.
Besser ist die Installation auf Greifhöhe (85 cm – 105 cm) in einem ausreichenden Abstand zu den Raumecken.

## Normen und Standards

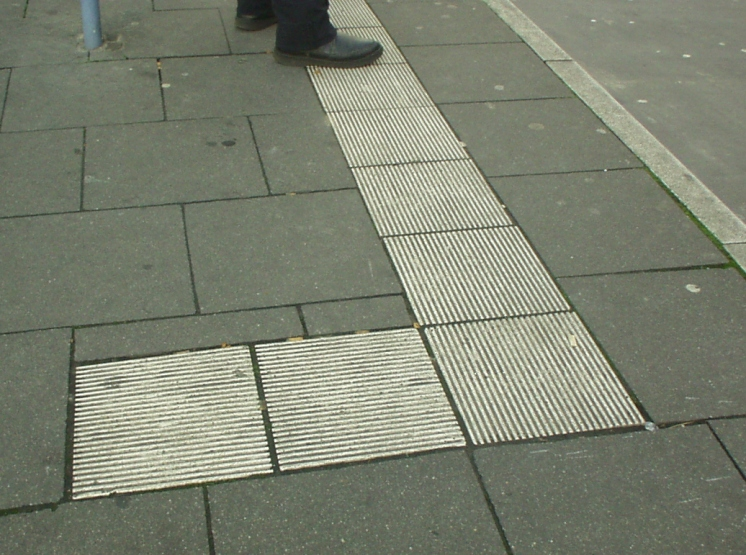
Taktile Leitplatten an einer Bushaltestelle als Bodenleitsystem

### Europäische Normen
Die europäische Norm EN 17210, Ausgabe 2021, Barrierefreiheit und Nutzbarkeit der gebauten Umgebung – Funktionale Anforderungen, beschreibt Anforderungen an Barrierefreiheit im Bauwesen. Die in der DIN EN 17210 beschriebenen Anforderungen und Empfehlungen sind qualitativ formuliert und beschreiben zu erreichende Ziele – beispielsweise benötigt ein barrierefreier Sanitärraum unter anderem stets einen Waschtisch, muss ausreichend große Bewegungsflächen aufweisen und sich im Notfall von außen öffnen lassen. Zusätzlich wurde jedem einzelnen Abschnitt eine allgemeine Begründung der zugehörigen Anforderungen und Empfehlungen vorangestellt.
Die Planung der Barrierefreiheit der gebauten Umgebung unterliegt bis zum Ablauf der Übergangsfrist in Deutschland weiterhin den Normen der Reihe DIN 18040 Barrierefreies Bauen. Die Übergangsfrist endet 36 Monate nach Veröffentlichung der europäischen Norm als DIN EN 17210, d. h. im August 2024.

### Deutschland
Rechtlich sind die DIN-Normen in Deutschland zunächst Empfehlungen, die nicht zwingend angewendet werden müssen. Die Landesbehörden können jedoch in ihren Bauordnungen Festlegungen treffen, die die Einhaltung von Normen der Barrierefreiheit für bestimmte Bauten oder Anlagen, z. B. „Gebäude mit mehr als einer Wohnung“, erfordern. Je nach Bundesland können unterschiedliche Regelungen getroffen werden.
Aktuell sind folgende Normen in fast allen Bundesländern (außer NRW) in großen Teilen als technische Baubestimmung eingeführt:
- DIN 18024-1 Barrierefreies Bauen – Teil 1: Straßen, Plätze, Wege, öffentliche Verkehrs- und Grünanlagen sowie Spielplätze; Planungsgrundlagen
- DIN 18040-1 Barrierefreies Bauen – Teil 1: Öffentlich zugängliche Gebäude (ersetzt DIN 18024-2 Öffentlich zugängige Gebäude und Arbeitsstätten)[5]
- DIN 18040-2 Barrierefreies Bauen – Planungsgrundlagen – Teil 2: Wohnungen (ersetzt DIN 18025-1:1992-12 und die DIN 18025-2:1992-12)
- DIN 32984 Bodenindikatoren, Leitstreifen etc. (Ergänzung zur DIN 18040)

Beispiel für barrierefreie Beschilderung: genormte Symbole nach ISO 7001 und hoher visueller Kontrast

- Beispiel für barrierefreie Beschilderung: genormte Symbole nach ISO 7001 und hoher visueller KontrastDIN 32975 Gestaltung Informationen im öffentlichen Raum (Ergänzung zur DIN 18040)

Noch nicht baurechtlich verankert, jedoch bereits als Norm veröffentlicht:
- DIN 18040-3: Barrierefreies Bauen - Planungsgrundlagen - Teil 3: Öffentlicher Verkehrs- und Freiraum (ersetzt DIN 18024-1:1998-01 Barrierefreies Bauen – Teil 1: Straßen, Plätze, Wege, öffentliche Verkehrs- und Grünanlagen).

Nicht weiter verfolgte Entwürfe:
- DIN 18070 (Entwurf): Barrierefreies Bauen – Öffentlicher Verkehrs- und Freiraum – war als Neufassung und Ersatz für die DIN 18024-1 Barrierefreies Bauen – Teil 1: Straßen, Plätze, Wege, öffentliche Verkehrs- und Grünanlagen ... vorgesehen. Stattdessen wurde jedoch die DIN 18040-3 erarbeitet und im Dezember 2014 veröffentlicht.
- DIN 18030 (Entwurf) von 2006[6] sollte die DIN 18024 und 18025 ersetzen, scheiterte jedoch an zahlreichen Einsprüchen und wurde nicht zu Ende geführt.

### Österreich
Erarbeitet vom Fachnormenausschuss 011 Hochbau-Allgemeines
- ÖNORM B 1600: 2011 Barrierefreies Bauen – Planungsgrundlagen.[7]
- ÖNORM B 1601: 1994 Spezielle Baulichkeiten für behinderte und alte Menschen: Planungsgrundsätze.
- ÖNORM B 1602: 2001 Barrierefreie Schul- und Ausbildungsstätten und Begleiteinrichtungen.
- ÖNORM B 1603: 2005 Planungsgrundlagen für barrierefreie Tourismuseinrichtungen

### Schweiz
Erarbeitet vom VSS Forschung und Normierung im Strassen- und Verkehrswesen. Herausgeber: Schweizerischer Verband der Strassen- und Verkehrsfachleute.
- SN Norm 640 075: 2014 de/fr Fussgängerverkehr, Hindernisfreie Verkehrsraum
- SN Norm 640 075: 2014 de/fr Fussgängerverkehr, Hindernisfreier Verkehrsraum, Erläuterungen, Anforderungen und Abmessungen - Normativer Anhang

## Auszeichnungen für barrierefreies Bauen
- Schindler Award – Architekturwettbewerb für barrierefreies Bauen
- Betonkopf (Preis) – Negativpreis für besonders drastische Verstöße gegen barrierefreies Bauen